# Nationaal Songfestival 2005
Het Nationaal Songfestival in 2005 werd georganiseerd door de TROS. Er was keuze uit 24 liedjes, die verspreid over vier voorrondes werden voorgesteld. Per voorronde koos het publiek twee nummers, aangevuld met een door de jury gekozen nummer. Zo bleven er twaalf nummer over voor de finale. Deze werd op 13 februari 2005 gehouden in de Pepsi Stage in Amsterdam. De presentatie was in handen van Nance en Hans Schiffers.
De jurering was voor 50% in handen van het televisiekijkend publiek. Van de overige 50% werd 10% bepaald door een tienkoppige jury van internationale conservatoriumstudenten, 10% door een eveneens tienkoppige jury, samengesteld uit luisteraars van Radio 2, en 30% door de drie leden van de zogenheten vakjury, bestaande uit Esther Hart, Paul de Leeuw en Cornald Maas.
Willem Bijkerk nam in 2005 samen met Rachel Kramer als het duo Rachel & Waylon deel aan de voorronden met het nummer Leven als een beest.

## Uitslag
| Positie | Uitvoerende(n)   | Liedtitel               | Punten |
| ------- | ---------------- | ----------------------- | ------ |
| 1       | Glennis Grace    | My impossible dream     | 170    |
| 2       | Airforce         | How does it feel        | 133    |
| 3       | Johnny Rosenberg | When forever ends       | 47     |
| 4       | Tiffany          | Tomorrow                | 34     |
| 5       | Chastity         | Baby it's you           | 33     |
| 6       | Trinity United   | Go                      | 32     |
| 7       | Meänder          | Tusken Skimer en Ljocht | 31     |
| 8       | Darre            | De Liefde               | 28     |
| 9       | Barbara Lok      | Tranen in de stilte     | 25     |
| 10      | Renée en Dennis  | One Look                | 23     |
| 11      | Yvette           | Someone like you        | 14     |
| 12      | Femme Vocale     | Stay                    | 10     |

1956 · 1957 · 1958 · 1959 · 1960 · 1961 · 1962 · 1963 · 1964 · 1965 · 1966 · 1967 · 1968 · 1969 · 1970 · 1971 · 1972 · 1973 · 1974 · 1975 · 1976 · 1977 · 1978 · 1979 · 1980 · 1981 · 1982 · 1983 · 1984 · 1986 · 1987 · 1988 · 1989 · 1990 · 1992 · 1993 · 1994 · 1996 · 1997 · 1998 · 1999 · 2000 · 2001 · 2003 · 2004 · 2005 · 2006 · 2007 · 2008 · 2009 · 2010 · 2011 · 2012